# Zurian Hechavarría
Zurian Hechavarría Martén (Cuba, 10 de agosto de 1995) es una atleta cubana especializada en la prueba de 400 m vallas, en la que consiguió ser medallista de bronce mundial juvenil en 2011.

## Carrera deportiva
En el Campeonato Mundial Juvenil de Atletismo de 2011 ganó la medalla de bronce en los 400 m vallas, con un tiempo de 58.37 segundos que fue su mejor marca personal, tras la estadounidense Nnenya Hailey (oro con 57.93 segundos) y la australiana Sarah Carli.